# Génova-Nice
A Génova-Nice foi uma corrida de ciclismo disputada entre as cidades de Génova, na Itália, e Nice, na França. Criada em 1910, disputou-se em 1914 e 1921, depois anualmente de 1935 a 1938 e de 1953 a 1971. Duas últimas edições tiveram lugar em 1975 e 1977.

## Palmarés
| Ano                              | Vencedor            | Segundo             | Terceiro          |
| -------------------------------- | ------------------- | ------------------- | ----------------- |
| 1910                             | Omer Beaugendre     | Eberardo Pavesi     | Luigi Ganna       |
| 1911-1913 edições não realizadas |                     |                     |                   |
| 1914                             | Guido Vercellino    | Angelo Bianchi      | Giosue Lombardie  |
| 1915-1920 edições não realizadas |                     |                     |                   |
| 1921                             | Costante Girardengo | Giuseppe Azzini     | Emilio Petiva     |
| 1922-1934 edições não realizadas |                     |                     |                   |
| 1935                             | Raoul Lesueur       | Osvaldo Bailo       | Max Bulla         |
| 1936                             | Pietro Rimoldi      | Olimpio Bizzi       | Luigi Introzzi    |
| 1937                             | Raoul Lesueur       | Osvaldo Bailo       | Dominique Zanti   |
| 1938                             | Amédée Rolland      | Pietro Scalbi       | Joseph Aureille   |
| 1939-1952 edições não realizadas |                     |                     |                   |
| 1953                             | Charles Gregorini   | Adolphe Pezzuli     | Joseph Dalbera    |
| 1954                             | Jésus Martinez      | Jean Cottalorda     | Jacques Dupont    |
| 1955                             | René Privat         | Gilbert Bauvin      | Guido Anzile      |
| 1956                             | Jean Bobet          | Jean Lerda          | Eugène Telotte    |
| 1957                             | Louison Bobet       | Jacques Anquetil    | Gilbert Bauvin    |
| 1958                             | Nino Defilippis     | Cleto Maule         | Joseph Groussard  |
| 1959                             | Joseph Groussard    | René Privat         | Jean Moxhet       |
| 1960                             | Jean Stablinski     | Seamus Elliott      | Henri Anglade     |
| 1961                             | Fernand Picot       | Édouard Delberghe   | Raymond Poulidor  |
| 1962                             | Antonio Bailetti    | Jean-Claude Annaert | Dino Liviero      |
| 1963                             | Rudi Altig          | Raymond Poulidor    | André Darrigade   |
| 1964                             | André Darrigade     | Jean Graczyk        | Italo Zilioli     |
| 1965                             | Carmine Preziosi    | Paul Gutty          | Franco Balmamion  |
| 1966                             | Lucien Aimar        | Michelle Dancelli   | Rudi Altig        |
| 1967                             | Jan Janssen         | Hubert Niel         | Roger Pingeon     |
| 1968                             | Cyrille Guimard     | Willy Monty         | André Zimmermann  |
| 1969                             | Cyrille Guimard     | José Catieau        | Michel Périn      |
| 1970                             | Luciano Armani      | Felice Gimondi      | Leif Mortensen    |
| 1971                             | Gerard Vianen       | Claudio Michelotto  | Michel Périn      |
| 1972 edição não realizada        |                     |                     |                   |
| 1973                             | Marino Basso        | Miguel María Lasa   | Daniel Ducreux    |
| 1974 edição não realizada        |                     |                     |                   |
| 1975                             | Raymond Delisle     | Cyrille Guimard     | Miguel María Lasa |

## Palmarés por países
| País          | Vitórias |
| ------------- | -------- |
| França        | 17       |
| Itália        | 8        |
| Países Baixos | 2        |
| Alemanha      | 1        |